# Batracomorphus dalatandoensis
Batracomorphus dalatandoensis är en insektsart som beskrevs av Quartau 1981. Batracomorphus dalatandoensis ingår i släktet Batracomorphus och familjen dvärgstritar. Inga underarter finns listade i Catalogue of Life.